# 영업양도
영업양도(營業讓渡, 독일어:Geschäftsübertragung)는 물건, 권리, 사실관계를 포함하는 조직적, 기능적 재산으로서의 영업재산 일체를 영업의 동일성을 유지하면서 이전하기로 하는 채권계약을 말한다. 단순히 영업용 재산만을 이전하는 것은 영업양도가 아니며, 영업의 동일성을 유지하면서 일체로서 이전하는 경우에만 이를 영업양도라고 한다. 영업양도는 양도인의 상인자격을 전제로 하고 양도인이 상인이 아닌 경우 적용하지 않는다.

## 주식회사의 영업양도 절차
주식회사가 영업양도 또는 영업양수 등을 하는 경우에는 주주총회의 특별결의를 거쳐야 한다. 회사영업의 전부 또는 중요한 일부를 양도하는 경우, 다른 회사 영업의 전부를 양수하거나 회사의 영업에 중대한 영향을 미치는 다른 회사 영업의 일부를 양수하는 경우, 회사영업의 전부의 임대 또는 경영위임을 하거나 타인과 영업의 손익 전부를 같이하는 계약 기타 이에 준하는 계약을 체결, 변경 또는 해약하는 경우에는 주주총회의 특별결의를 거처야 한다.

## 합병과 차이점
합병과 같이 권리를 포괄승계시키는 행위는 아니고 권리에 포함되는 재산권의 이전은 어디까지나 특정승계되는데 불과하므로 영업양도의 당사자가 각 권리의 성질에 맞게 개별적인 이전절차를 거쳐야 한다.

## 고용계약 승계여부
영업이 포괄적으로 양도되면 양도인과 근로자간에 체결된 고용계약도 양수인에게 승계된다.

## 의무

### 양도인의 경업의무
영업양도계약의 약정 또는 상법 제41조에 따라 영업양도인이 부담하는 경업금지의무는 스스로 동종 영업을 하거나 제3자를 내세워 동종 영업을 하는 것을 금하는 것을 내용으로 하는 의무이므로, 영업양도인이 그 부작위의무에 위반하여 영업을 창출한 경우 그 의무위반상태를 해소하기 위하여는 영업을 폐지할 것이 요구되고 그 영업을 타에 임대한다거나 양도한다고 하더라도 그 영업의 실체가 남아있는 이상 의무위반상태가 해소되는 것은 아니므로, 그 이행강제의 방법으로 영업양도인 본인의 영업금지 외에 제3자에 대한 영업의 임대, 양도 기타 처분을 금지하는 것도 가능하다.

### 영업의 현물출자가 영업양도에 해당하는지 여부
영업을 출자하여 주식회사를 설립하고 그 상호를 계속 사용하는 경우에는 영업의 양도는 아니지만 출자의 목적이 된 영업의 개념이 동일하고 법률행위에 의한 영업의 이전이라는 점에서 영업의 양도와 유사하며, 채권자의 입장에서 볼 때는 외형상의 양도와 출자를 구분하기 어려우므로 새로 설립된 법인은 상법 제42조 제1항의 규정의 유추적용에 의하여 출자자의 채무를 변제할 책임이 있다

## 판례
- 상업상의 영업양도는 일정한 영업목적에 의하여 조직화된 유기적 일체로서의 기능적 재산인 영업재산을 그 동일성을 유지시키면서 일체로서 이전하는 채권계약이다.[6]
- 영업양도가 이루어졌는가의 여부는 단지 어떠한 영업재산이 어느 정도로 이전되어 있는가에 의하여 결정되어야 하는 것이 아니고 거기에 종래의 영업조직이 유지되어 그 조직이 전부 또는 중요한 일부로서 기능할 수 있는가에 의하여 결정되어야 하므로.. 영업재산의 전부를 양도했어도 그 조직을 해체하여 양도했다면 영업의 양도로 볼 수 없다.[7]
- 영업양도가 있었다고 인정하려면 당사자 사이에 영업양도에 관한 합의가 있거나 영업상의 물적, 인적 조직이 그 동일성을 유지하면서 양도인으로부터 양수인에게 일체로서 포괄적으로 이전되어야 한다.[8]
- 영업이 포괄적으로 양도되면 반대의 특약이 없는 한 양도인과 근로자간의 근로관계도 원칙적으로 양수인에게 포괄적으로 승계된다.[9]

## 참고 문헌
- 이기수(전)대학교수), 최병규 저, 상법학개론, 박영사, 2010. ISBN 9788964545591

## 같이 보기
- 대한민국 상법 제374조
- 대한민국 상법 제41조